# Olchowka (Wolgograd)
Olchowka (russisch Ольхо́вка) ist ein Dorf (selo) in der Oblast Wolgograd in Russland mit 5401 Einwohnern (Stand 14. Oktober 2010).

## Geographie
Der Ort liegt etwa 125 km Luftlinie nördlich des Oblastverwaltungszentrums Wolgograd am gleichnamigen Fluss Olchowka, der wenig südlich von rechts in den Don-Nebenfluss Ilowlja mündet.
Olchowka ist Verwaltungszentrum des Rajons Olchowski sowie Sitz der Landgemeinde Olchowskoje selskoje posselenije, zu der außerdem das 5 km nordwestlich gelegene Dorf Klinowka gehört.

## Geschichte
Das Dorf wurde erstmals 1718 urkundlich erwähnt. Nachdem es in den 1750er- bis 1760er-Jahren schnell gewachsen war, erhielt es 1770 den Status einer Sloboda. Ab 1780 gehörte es zum Ujesd Zarizyn (heute Wolgograd) der Statthalterschaft Saratow, ab 1797 des Gouvernements Saratow. Da in dieser Zeit ein großer Teil der Ländereien um den Ort der Familie des Kosaken-Atamans Wassili Persidski gehörte, war bis ins frühe 20. Jahrhundert auch der alternative Ortsname Persidskaja Olchowka in Gebrauch, zumal es ein weiteres größeres Dorf namens Olchowka im benachbarten Ujesd Kamyschin gab, heute Mokraja Olchowka, etwa 20 km nordöstlich von Kotowo. Ab 1861 war Olchowka Sitz einer Wolost.
1918 kam das Dorf mit dem Ujesd zum neugebildeten Gouvernement Zarizyn, 1925 umbenannt in Gouvernement und Ujesd Stalingrad. Mit der Einführung der Rajongliederung am 23. Juni 1928 wurde Olchowka Verwaltungssitz eines nach ihm benannten Rajons, zunächst (bis 1930) im Bestand des Okrugs Kamyschin der Region Untere Wolga (Nische-Wolschski krai), aus der 1934 die Region Stalingrad hervorging, 1936 umgebildet in die Oblast Stalingrad, heute Oblast Wolgograd. Von 1963 bis 1967 war der Rajon vorübergehend aufgelöst.

### Bevölkerungsentwicklung
| Jahr | Einwohner |
| ---- | --------- |
| 1897 | 4359      |
| 1939 | 4020      |
| 1959 | 3553      |
| 1970 | 3712      |
| 1979 | 4107      |
| 1989 | 4429      |
| 2002 | 5302      |
| 2010 | 5401      |

Anmerkung: Volkszählungsdaten

## Verkehr
Olchowka liegt an der Regionalstraße 18A-3, die Ilowlja an der föderalen Fernstraße R22 Kaspi mit der föderalen Fernstraße R228 Sysran – Saratow – Wolgograd bei Kamyschin verbindet. In westlicher Richtung zweigt beim Ort die 18A-4 ab, die über Frolowo ebenfalls die R22 erreicht.
Etwa 8 km südlich von Olchowka befindet sich die Station Sensewatka bei Kilometer 260 der Eisenbahnstrecke Saratow – Ilowlja (– Wolgograd).